# Cinesite
Cinesite (también conocido como Cinesite Studios y Cinesite VFX) es una empresa multinacional independiente que brinda servicios a las industrias de medios y entretenimiento. Su oficina central en Londres abrió sus puertas en 1994, ofreciendo inicialmente servicios de efectos visuales para cine y televisión, expandiéndose posteriormente para incluir largometrajes de animación.
Las divisiones de Cinesite y sus empresas asociadas Image Engine y TRIXTER operan en Londres, Montreal, Berlín, Múnich y Vancouver con más de 1200 empleados.

## Fundación

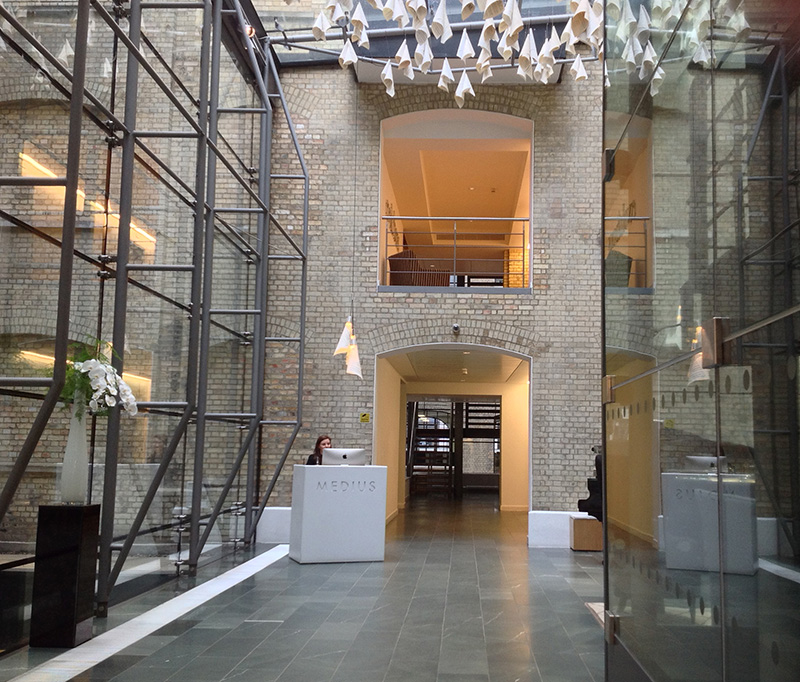
Cinesite en Londres, el vestíbulo de Medius House, marzo de 2015

Cinesite abrió sus puertas en Hollywood en 1991 y su oficina central actual en Londres abrió sus puertas en 1994, originalmente como una oficina de servicios para el sistema de película digital Cineon de Kodak. Ambas ubicaciones evolucionaron posteriormente para convertirse en instalaciones de efectos visuales de servicio completo. En 2003, Kodak fusionó la oficina de Cinesite Hollywood con LaserPacific.
En mayo de 2012, Kodak vendió Cinesite a un inversor privado con sede en el Reino Unido. La propiedad actual es una combinación de su equipo de gestión existente respaldado por inversión privada.

## Efectos visuales
El grupo Cinesite de empresas de efectos visuales incluye sus propios servicios de marca, junto con las empresas asociadas Image Engine y TRIXTER.
Las producciones cinematográficas notables para las que Cinesite ha creado efectos visuales incluyen Avengers: Endgame (2019), El regreso de Mary Poppins (2018), Avengers: Infinity War (2018), El pasajero (2018), Ant-Man and the Wasp (2018), Independence Day: Resurgence (2016), Spectre (2015) y El renacido (2015), por la que ganó un premio de la Sociedad de Efectos Visuales en 2015. Cinesite ha completado el trabajo en las ocho películas de la franquicia de Harry Potter además de Animales fantásticos y dónde encontrarlos y siete películas de la franquicia de James Bond.
El trabajo televisivo de Cinesite incluye las temporadas 1 y 2 de Lost in Space (2019), The Witcher (2019), Raising Dion (2019), Outlander: Brave New World (2019), Murder Mystery (2019), American Gods : Season 1 (2018) y Jack Ryan de Tom Clancy (2018). Cinesite ha ganado premios Emmy por Generation Kill (2008) y Rome (2006) y las nominaciones incluyen American Gods: temporada 1 y Band of Brothers (2002).
Cinesite ganó un premio de la Sociedad de Efectos Visuales en 2021 por su trabajo en el programa de acrobacias teatrales The Bourne Stuntacular de Universal Studios. El espectáculo también ganó un premio de la TEA (Themed Entertainment Association) que declaró: "El alto nivel de logro técnico y la aplicación creativa en la creación de una experiencia espectacular e inmersiva hace que The Bourne Stuntacular sea un digno receptor de este honor".

## Crecimiento internacional
Después de que Cinesite se independizara de Kodak en 2012, comenzó un período sostenido de crecimiento internacional.
En enero de 2014, con el apoyo de Investissement Québec, Cinesite anunció la apertura de estudios de 27.000 pies cuadrados en Montreal y una división de animación en ese lugar. Su objetivo de empleo inicial se alcanzó 18 meses antes, en agosto de 2015. Desde su apertura, ha contribuido con efectos visuales a producciones como Rocketman (2019), El regreso de Mary Poppins (2018), Ant-Man and the Wasp ( 2018), Independence Day: Resurgence (2016) y San Andreas (2015).
En julio de 2015, Cinesite anunció la adquisición de la instalación de efectos visuales Image Engine, con sede en Vancouver, conocida por su trabajo en producciones como Jurassic World (2015), Chappie (2015), Battleship (2012), La noche más oscura (2012) y District 9 (2009), por la que recibió una nominación al Premio de la Academia. En marzo de 2017, adquirió el estudio de animación Nitrogen Studios con sede en Vancouver y en agosto de 2018 el estudio alemán de efectos visuales TRIXTER.
En junio de 2018, Cinesite se colocó en la tabla de liga anual Sunday Times HSBC International Track 200, que clasifica a las empresas privadas de mayor rendimiento del Reino Unido por crecimiento internacional.

## Feature Animation
El 8 de febrero de 2016, Cinesite anunció el lanzamiento de una división dedicada a la animación de largometrajes en sus Estudios de Montreal. Desde entonces, ha trabajado con socios de producción para completar Charming (2018) y Gnome Alone (2018) para 3QU Media y The Star (2017) para Sony Pictures Animation.
En febrero de 2017, anunció una colaboración con Harold Lloyd Estate para crear películas animadas basadas en el icono del cine mudo Harold Lloyd. Cinesite también ha anunciado que está trabajando con River Productions en una producción animada del espectáculo teatral irlandés, Riverdance, que contará con música del compositor de producción ganador del premio Grammy Bill Whelan.
La compañía de animación Nitrogen Studios, con sede en Vancouver, cambió su nombre a Cinesite poco después de que el grupo la adquiriera en marzo de 2017. Desde entonces, ha trabajado para MGM en The Addams Family (2019).

## Filmografía

### Películas y series de televisión
| Año  | Título                                             |
| ---- | -------------------------------------------------- |
| 1996 | Space Jam                                          |
| 1996 | Pinocho, la leyenda                                |
| 2001 | Band of Brothers                                   |
| 2001 | Harry Potter y la piedra filosofal                 |
| 2002 | Harry Potter y la cámara secreta                   |
| 2004 | Harry Potter y el prisionero de Azkaban            |
| 2004 | El rey Arturo                                      |
| 2004 | Troya                                              |
| 2005 | V for Vendetta                                     |
| 2005 | Roma                                               |
| 2005 | Charlie y la fábrica de chocolate                  |
| 2005 | Harry Potter y el cáliz de fuego                   |
| 2005 | The Hitchhiker's Guide to the Galaxy               |
| 2007 | La brújula dorada                                  |
| 2007 | Underdog                                           |
| 2007 | Harry Potter y la Orden del Fénix                  |
| 2008 | Generation Kill                                    |
| 2009 | Harry Potter y el misterio del príncipe            |
| 2009 | Moon                                               |
| 2010 | Furia de titanes                                   |
| 2010 | Harry Potter y las reliquias de la Muerte: parte 1 |
| 2010 | Prince of Persia: The Sands of Time                |
| 2011 | Harry Potter y las reliquias de la Muerte: parte 2 |
| 2011 | Pirates of the Caribbean: On Stranger Tides        |
| 2011 | Battle: Los Angeles                                |
| 2012 | Skyfall                                            |
| 2012 | John Carter                                        |
| 2013 | Iron Man 3                                         |
| 2013 | Guerra mundial Z                                   |
| 2014 | 300: Rise of an Empire                             |
| 2014 | Al filo del mañana                                 |
| 2014 | Hércules                                           |
| 2014 | Into the Storm                                     |
| 2015 | El renacido                                        |
| 2015 | El último cazador de brujas                        |
| 2015 | Maggie                                             |
| 2015 | The Man from U.N.C.L.E.                            |
| 2015 | San Andreas                                        |
| 2015 | Spectre                                            |
| 2016 | Assassin's Creed                                   |
| 2016 | Now You See Me 2                                   |
| 2016 | Independence Day: Resurgence                       |
| 2016 | Animales fantásticos y dónde encontrarlos          |
| 2017 | American Gods                                      |
| 2018 | Zero (película india)                              |
| 2018 | Avengers: Infinity War                             |
| 2018 | El pasajero                                        |
| 2018 | Mute                                               |
| 2018 | Lost in Space                                      |
| 2018 | Robin Hood                                         |
| 2018 | El regreso de Mary Poppins                         |
| 2019 | Avengers: Endgame                                  |
| 2019 | The Witcher                                        |
| 2021 | Space Jam: A New Legacy                            |
| 2021 | Respect                                            |
| 2021 | Black Widow                                        |
| 2021 | Sin tiempo para morir                              |
| 2021 | The North Water                                    |
| 2021 | Tribes of Europa                                   |
| 2021 | Fate: The Winx Saga                                |
| 2022 | RRR (película india)                               |

### Películas animadas
| Año  | Título                             | Estudio/Productora                                                   |
| ---- | ---------------------------------- | -------------------------------------------------------------------- |
| 2017 | The Star                           | en colaboración con Sony Pictures Animation y The Jim Henson Company |
| 2018 | Gnome Alone                        | en colaboración con Vanguard Animation                               |
| 2018 | Charming                           | en colaboración con Vanguard Animation                               |
| 2019 | Trouble                            | 3QU Media, Vanguard Animation                                        |
| 2019 | The Addams Family                  | MGM Studios                                                          |
| 2020 | Fearless                           | 3QU Media, Vanguard Animation                                        |
| 2021 | The Addams Family 2                | MGM Studios                                                          |
| 2021 | Riverdance: The Animated Adventure | River Productions y Aniventure                                       |
| 2021 | Mila (cortometraje)                | Peppermax Films, Pixel Cartoon, IbiscusMedia, Cinesite, Aniventure   |
| 2021 | Extinct                            | China Lion Films, HB Wink Animation, Cinesite                        |
| 2022 | Paws of Fury: The Legend of Hank   | GFM Animation, HB Wink Animation y Paramount Pictures                |
| 2023 | Hitpig                             | Warner Bros. Pictures y Aniventure                                   |
| TBD  | Animal Farm                        | The Imaginarium y Aniventure                                         |